# Gara Carei
Gara Carei este o stație de cale ferată care deservește municipiul Carei, România.